# Тамрау
0°38′36″ пд. ш. 132°35′17″ сх. д. / 0.643333° пд. ш. 132.588° сх. д.
Тамрау — гірський масив у північно-центральній частині півострова Чендравасіх в провінції Західне Папуа на острові Нова Гвінея. Він складається з ізольованого, не дуже суцільного гірського ланцюга. Тамрау та гори Арфак розділені трав'янистою долиною Кебар, яка є батьківщиною багатьох корінних народів. Досі гори Тамрау слабо обстежені. Гори є важливим місцем біорізноманіття, частиною екорегіону гірських дощових лісів Фогелькопу.